# Henri de France, duc de Reims

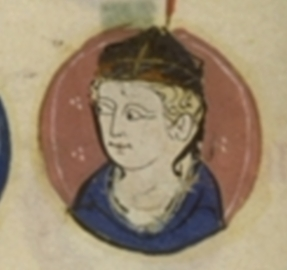
Henri de France

Heinrich – frz. Henri de France, duc de Reims – (* zwischen 1121 und 1123; † 13. November 1175) war ein Sohn König Ludwigs VI. „des Dicken“ von Frankreich aus der Ehe mit Adelaide von Maurienne-Savoyen, älteste Tochter Humberts, Graf von Maurienne und Savoyen.
Heinrich trat in den geistlichen Stand. Er war zunächst Kanonikus in Paris, dann Erzdiakon in Orléans. Er besaß mehrere Abteien, die er seinem Bruder Philipp abtrat, um 1145 Mönch im Kloster Clairvaux zu werden. 1149 wurde er Bischof von Beauvais (bis 1162). Er starb 1175 als Erzbischof und Herzog von Reims, Pair von Frankreich.